# Cambridge Bay
Cambridge Bay (v inuinnaqtunu: Iqaluktuuttiaq, v inuktitutu ᐃᖃᓗᒃᑑᑦᑎᐊᖅ, Iqaluktuuttiaq) je město nacházející se na Viktoriině ostrově v Kitikmeotnské oblasti Nunavutu v Kanadě. V roce 2006 tu žilo 1477 obyvatel. Toto město je pojmenováno podle prince Adolphuse, vévody z Cambridge, zatímco tradiční název pro danou oblast je Ikaluktuutiak (starý pravopis), nebo Iqaluktuttiaq (nový pravopis), což česky znamená „dobré rybářské místo“.
Cambridge Bay je největší zastávkou pro osobní a výzkumná plavidla, která přecházejí přes Severní ledový oceán, hned u Northwestova průchodu, sporné oblasti, která vláda Kanady nárokuje jako kanadské vnitřní vody, zatímco ostatní národy říkají, že vody jsou buď teritoriální nebo mezinárodní.

## Umístění a obyvatelstvo
Nachází se mezi Deasenovým průlivem a zálivem Královny Maud na jihovýchodním pobřeží Viktoriina ostrova, který je součástí kanadského arktického souostroví. Cambridge Bay je dopravním a správním centrem pro Kitikmeotské kraje. Na sever od obce je Fergusonovo jezero (v inuinnaqtunu Tahiryuaq nebo Tahikyoak), které se vlévá do Wellingtontonova zálivu přes řeku Ekalluk. Řeka Ekalluk je jak významným místem pro obchod s rybami, tak je také archeologickou oblastí. Zvláště důležitý je krátký úsek řeky známý jako Iqaluktuuq.
Asi 37 km na západ od obce leží Finlaysonovy ostrovy, které byly šetřeny sirem Richardem Collinsonem na palubě Enterprise při pátrání po ztracené expedici sira Johna Franklina.
Neplodná zem karibu je domovem pro pižmoně, pstruha jezerního a tuleně kroužkovaného.Tyto zvířata jsou primární a zůstávají důležitými potravinovými zdroji. Na východ od Cambridge Bay je Ovayokský územní park, který zahrnuje velký esker známý jako Ovayok.
V roce 2006 proběhlo sčítání lidu. Počet obyvatel v Cambridge Bay byl 1477 obyvatel, což představuje nárůst o 12,8 % oproti sčítání v roce 2001. Průměrný věk obyvatel je 26 let. 69,3 % osob je zde starších 15 let. Oba z těchto údajů jsou o něco vyšší než čísla pro Nunavut jako celek (23,1 a 66,1 %).

## Historie
Prvními známými lidmi, kteří se zde usadili, byli Pre-dorsetští lidé, někdy kolem roku 1800 př. n. l. Další skupina, která vstoupila do prostoru, byla z Paleo-Eskimonského národa, známá jako Dorset. Přišli ke Cambridge Bay přibližně kolem roku 500. Byli prvními známými lidmi, kteří lovili za polárním kruhem. Poslední z Paleo-Eskymáků, kteří se zde objevili asi v roce 800, byli Tuniité, a důkazy o jejich stavbách mohou být viděny v blízkosti Cambridge Bay. Tuniité, kteří byli známí jako Inuitští obři, byli vyšší a silnější než obyčejní Inuité, přesto ale byli snadno odehnáni.
Další skupinou, která přišla, byli předci moderních Inuitů (Thulští lidé), kteří přišli do oblasti kolem roku 1250 z dnešní Aljašky. Tito lidé postavili kamenné domy v této oblasti a byly zaznamenány jejich sofistikované nástroje.